# 毛利和昭
毛利和昭（日语：毛利 和昭，1957年8月13日—），日本動畫師、人物設計師、動畫演出家。出身於岡山縣岡山市。

## 來歷、人物
從小喜歡動畫和特攝影集，因為擅長繪畫，就進入了動畫行業。1978年在大阪設計學院（現大阪設計專門學校）學習後加入AnimeR。
隸屬於谷口守泰的第一工作室，主要以日昇動畫、土田製作公司、Studio Pierrot等作品展示出令人印象深刻的畫作。作為OVA黎明時期第一部人物設定的《夢幻獵人麗夢》，至今仍廣受追捧。
沖浦啓之、逢浩司、柳澤正秀、小森高博等人當時屬於第一工作室，他們透過相互施展才華吸引了業界的關注。
受動畫師金田伊功的影響，即所謂的金田追隨者之一，在當時年輕的金田追隨者中脫穎而出，他的名字才出現在作為許多電視動畫的片頭動畫中。
應金田追隨者田村英樹的邀請，原定參與1984年金田伊功執導的OVA《BIRTH》，但因檔期衝突而放棄，而接下來的作品則由同一家Kaname Productions製作，從《幻夢戰記蕾達》開始作為主要動畫師參與，此後一直負責Kaname作品的動作場面和特效作畫。
曾擔任1988年動畫電影《AKIRA》作畫監督的森本晃司強烈要求他參與，但前一年《黑色魔法M-66》和《機器人公司》的原畫工作仍在繼續，這樣做是出於改變工作路線的意圖而推遲了參與。
1989年離開AnimeR後，在Group Tac負責1995年《伊沙米大冒險》和2001年《地球防衛家族》的人物設定。目前與OLM自由簽約，自《劇場版 神奇寶貝》「超世代」系列（也參與過以前的作品）開始擔任人物設定和總作畫監督。
妻子是動畫師。

## 作品列表

### 電視動畫
1979年
- The☆Ultraman（原畫）

1980年
- 傳說巨神伊甸王（原畫）

1981年
- 太陽的使者 鐵人28號（原畫）
- 太陽之牙達格拉姆（原畫）

1982年
- 電子神童（原畫）
- 猿飛小忍者（日语：さすがの猿飛）（原畫、作畫監督）[注 1]

1983年
- 裝甲騎兵波德姆茲（原畫）[注 2]

1984年
- 宇宙再生人（原畫）[注 2]
- 魔法妖精貝露莎（原畫）[注 2]
- 藍寶（日语：らんぽう）（原畫、作畫監督）

1985年
- 星空鐵衛（原畫）
- 超獸機神斷空我（原畫）
- 蒼藍流星（OP動畫）

1986年
- 魔法偶像粉蠟筆畫由美（日语：魔法のアイドルパステルユーミ）（原畫）

1987年
- 星戰英豪（日语：赤い光弾ジリオン）（原畫）
- 妙手小廚師（人物設定[1]、首席作畫監督、OP動畫）

1988年
- 魔神壇鬥士（OP動畫）

1990年
- 勇者凱撒（ED作畫）

1991年
- 快樂的嚕嚕米一家 冒險日記（總作畫監督）

1992年
- 小巫仙（作畫監督）
- 卡利麥羅 (1992年版)（OP動畫）

1993年
- 忍者亂太郎（作畫監督）
- 秀逗泰山阿達♡（演出、OP演出）

1995年
- 伊沙米大冒險（人物設定、作畫監督）

1996年
- 玩偶遊戲（OP原畫）
- YAT安心！宇宙旅行（日语：YAT安心!宇宙旅行）（分鏡）

1997年
- 馬赫GoGoGo (1997年版)（作畫監督）[注 3]

1998年
- 異次元的世界（作畫監督）
- 秋葉原電腦組（分鏡、演出）
- 幸運女神 小不隆咚便利多多（分鏡）
- 失落的宇宙（分鏡、演出、作畫監督）

1999年
- 淘氣二人組（日语：スージーちゃんとマービー）（分鏡）

2000年
- 機巧奇傳希約戰記（作畫監督）

2001年
- 地球防衛家族（人物設定、總作畫監督、作畫監督）
- 神奇寶貝 雷公雷的傳說（原畫、OP動畫）

2002年
- 神奇寶貝 Side Story（－2004年，人物設定、總作畫監督、原畫）

2003年
- 貯金大冒險（－2005年，原畫）

2005年
- 強殖裝甲加爾巴（－2006年，原畫）

2006年
- 守護！蘿莉波普（日语：まもって!ロリポップ）（分鏡）

2009年
- 真魔神 衝擊！Z篇（分鏡）[注 2]

2010年
- 神奇寶貝超級願望（－2012年，動畫神奇寶貝設定）

2011年
- 境界線上的地平線（OP原畫）

2012年
- 神奇寶貝超級願望 Season 2（－2013年，動畫神奇寶貝設定）

2013年
- 神奇寶貝XY（－2015年，動畫神奇寶貝設定）

2015年
- 神奇寶貝XY&Z（－2016年，動畫神奇寶貝設定、動作作畫監督、作畫監督）

2021年
- 百萬噸級武藏（分鏡）

2023年
- 怕痛的我，把防禦力點滿就對了2（分鏡）
- 狩龍人拉格納（分鏡）
- 堤亞穆帝國物語～從斷頭台開始，公主重生後的逆轉人生～（分鏡）

2024年
- 戰國妖狐（分鏡）
- 魔王學院的不適任者 II
～史上最強的魔王始祖，轉生就讀子孫們的學校～（分鏡）

2025年
- 醜男真戰士（分鏡）

### OVA
1985年
- 乳霜檸檬 POP CHASER（原畫）[注 4]
- 輕井澤症候群（日语：軽井沢シンドローム）（原畫）
- 幻夢戰記蕾達（原畫）
- 夢幻獵人麗夢（日语：ドリームハンター麗夢）（人物設定、作畫監督）
- 夢幻獵人麗夢特別篇：慘夢，甦醒的死神博士（人物設定、作畫監督）

1986年
- 超時空羅曼藝術 SAMY MISSING 99（日语：超時空ロマネスク SAMY MISSING・99）（原畫）[注 2]
- 夢幻獵人麗夢II：聖美神學園的妖夢（人物設定）

1987年
- 夢幻獵人麗夢III：夢隱 無頭武者傳說（人物設定）
- 黑色魔法M-66（日语：ブラックマジック M-66）（原畫）
- 機器人公司（日语：ロボットカーニバル）（作畫協力）
- ProjectA子2（原畫）

1988年
- 瓦特·波與我們的物語（日语：ワット・ポーとぼくらのお話）（原畫）
- 妙齡女大亨（日语：クレオパトラD.C.）（原畫）
- 機甲獵兵（日语：機甲猟兵メロウリンク）（原畫）

1989年
- 勇者凱撒（原畫）

1990年
- 新夢幻獵人麗夢：夢的騎士們（人物設定、分鏡協力）

1991年
- Dagon Slayer（日语：ドラゴンスレイヤー）（分鏡、原畫）

1992年
- 新夢幻獵人麗夢：殺戮的夢幻迷宮（人物設定）
- 潮與虎（作畫監督）

1993年
- MOLDIVER（日语：モルダイバー）（原畫）
- 兵蜂PARADISE WinBee的1/8恐慌（作畫監督）

1994年
- 無責任艦長（原畫）

1995年
- 卒業 聖羅Victory（人物設定、作畫監督）
- 彌涅耳瓦公主（原畫）

1997年
- VOOGIE'S★ANGEL（日语：電脳戦隊ヴギィ'ズ★エンジェル）（原畫）

1998年
- 叢林跟我走！（日语：ジャングルDEいこう!）（作畫監督）

1999年
- 皮卡丘的寒假2000（分鏡）

### 電影動畫
1985年
- 劇場版 小金毛（日语：Gu-Guガンモ）（原畫）

1986年
- Windaria（日语：ウインダリア）（佈局、主要動畫師）

1989年
- 五星物語（原畫）

1993年
- 卜多力的一生（日语：グスコーブドリの伝記）（原畫）

1994年
- 劇場版 餓狼傳說（原畫）

1997年
- 天地無用！盛夏的聖誕夜（原畫）

1998年
- 劇場版 神奇寶貝：超夢的逆襲（原畫）

2000年
- 劇場版 神奇寶貝：結晶塔的帝王（分鏡）

2002年
- 劇場版 神奇寶貝：水都的守護神 拉帝亞斯與拉帝歐斯（分鏡、作畫監督、原畫）

2003年
- 劇場版 神奇寶貝：七夜的許願星 基拉祈（人物設定、總作畫監督）

2004年
- 劇場版 神奇寶貝：裂空的訪問者 代歐奇希斯（人物設定、總作畫監督）
- 新暗行御史（作畫監督）

2005年
- 劇場版 神奇寶貝：夢幻與波導的勇者 路卡利歐（人物設定、總作畫監督）

2006年
- 劇場版 神奇寶貝：神奇寶貝保育家與蒼海的王子 瑪納霏（人物設定、總作畫監督）
- 劇場版 動物之森（設計工作、作畫監督）

2007年
- 劇場版 神奇寶貝：決戰時空之塔 帝牙盧卡VS帕路奇犽VS達克萊伊（人物設定、總作畫監督）

2008年
- 劇場版 神奇寶貝：騎拉帝納與冰空的花束 潔咪（人物設定、總作畫監督）

2009年
- 劇場版 神奇寶貝：神奇寶貝劇場版：阿爾宙斯 超克的時空（人物設定、總作畫監督）

2010年
- 劇場版 神奇寶貝：幻影的霸者 索羅亞克（人物設定、總作畫監督）

2011年
- 劇場版 神奇寶貝：比克提尼與黑英雄 捷克羅姆/白英雄 雷希拉姆（人物設定、作畫監督）
- 劇場版 閃電十一人GO：究極之絆 獅鷲獸（作畫監督）

2012年
- 劇場版 神奇寶貝：酋雷姆VS聖劍士 凱路迪歐（人物設定、總作畫監督）

2013年
- 劇場版 神奇寶貝：神速的蓋諾賽克特 超夢覺醒（人物設定、總作畫監督、原畫）

2014年
- Pokemon the movie XY 破壞之繭與蒂安希（人物設定、總作畫監督）
- 劇場版 妖怪手錶：誕生的秘密喵！（原畫）

2015年
- Pokemon the movie XY 光輪的超魔神 胡帕（分鏡、原畫）

2016年
- Pokemon the movie XY&Z 波爾凱尼恩與機關人偶 瑪機雅娜（分鏡、作畫監督、原畫）

### 實境作品
1989年
- 哥吉拉vs碧奧蘭蒂（特殊視覺效果動畫）

2008年
- BIT BULLET（日语：ビットバレット）（設計工作）

### 遊戲
1985年
- 時空女孩（日语：タイムギャル）（原畫[2]）

1995年
- 迷宮商店會 ～傳說之劍～（日语：だんじょん商店会 〜伝説の剣はじめました〜）（分鏡、演出、作畫監督）

2015年
- 學園號角曲-（怪物設定[3]）

## 腳註

## 相關項目
- AnimeR（日语：アニメアール）
- OLM
- 日本動畫師列表

## 外部連結
- TAC特別專訪：毛利和昭 （日語）